# Cathédrale Saint-Aidan d'Enniscorthy
Cette  cathédrale n’est pas la seule cathédrale Saint-Aidan.
La cathédrale Saint-Aidan est une cathédrale catholique irlandaise, dédiée à saint Aidan, et siège du diocèse de Ferns, située à Enniscorthy.

## Histoire

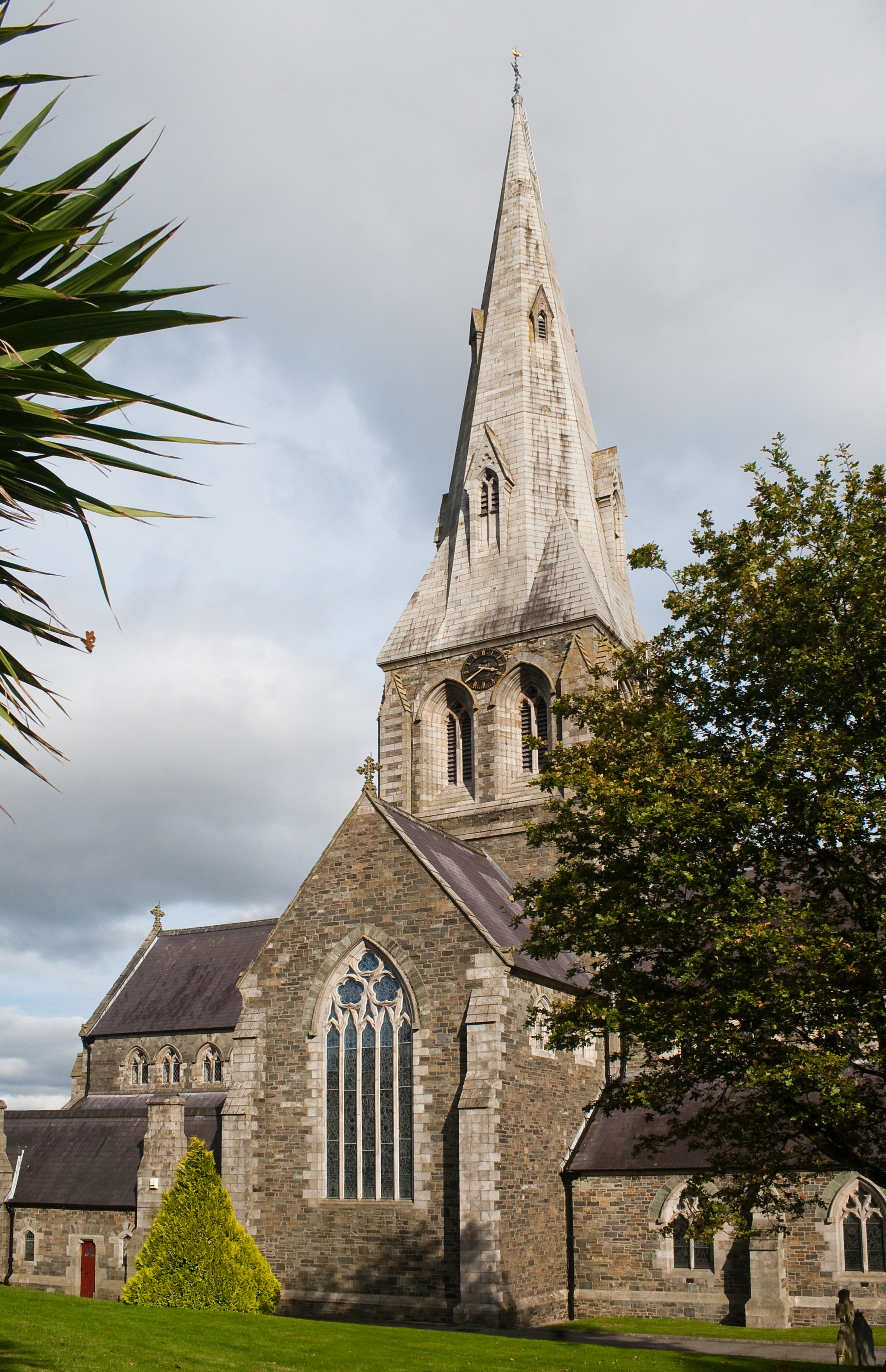
Façade latérale avec la flèche.

Achevée dans un premier temps en 1809, en chaume, elle est reprise par Augustus Welby Pugin, vingt ans plus tard, dans un style néogothique proche de celui qu’il avait utilisé pour le palais de Westminster, tout en s'inspirant de l'abbaye de Tintern au pays de Galles. La cathédrale est le plus grand bâtiment d'Irlande conçu par l'architecte.
L’évêque James Keating pose la première pierre symbolique de la cathédrale de Pugin en 1843. La tour centrale envisagée par Pugin est ajoutée en 1850, et dix plus tard la cathédrale est bénie par l’évêque Thomas Furlong.
La flèche est érigée en 1871, mais elle est démantelée de la tour centrale afin de renforcer la stabilité, ceci jusqu'en 1873 sous la supervision de JJ McCarthy (1817-1882).
La cathédrale a été en grande partie rénovée en 1994, reprenant les techniques d’époque. Les travaux durèrent une année, durant laquelle les offices furent tenu dans la proche église Sainte-Marie de l’Église d'Irlande.

## Architecture

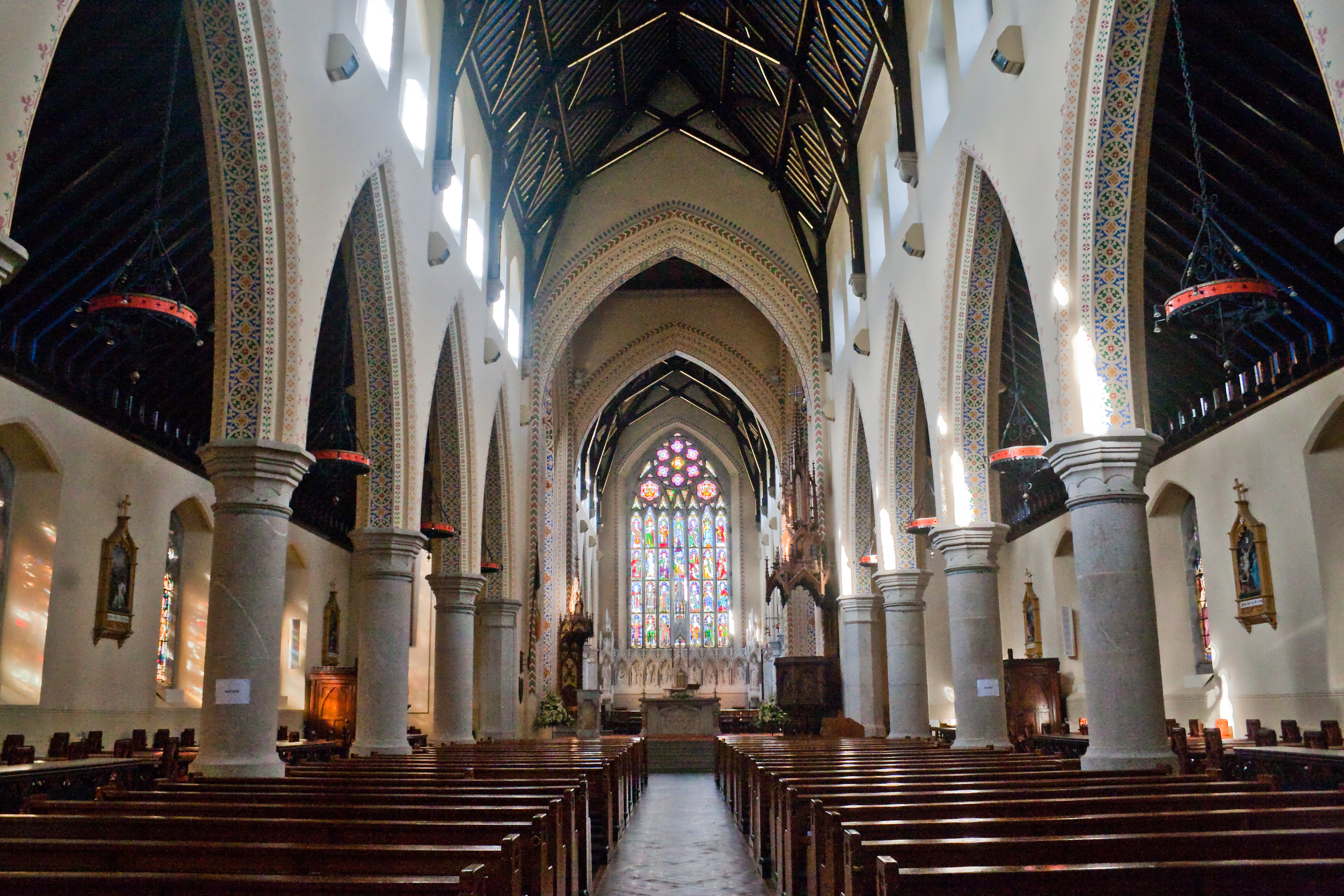
La nef de la cathédrale.

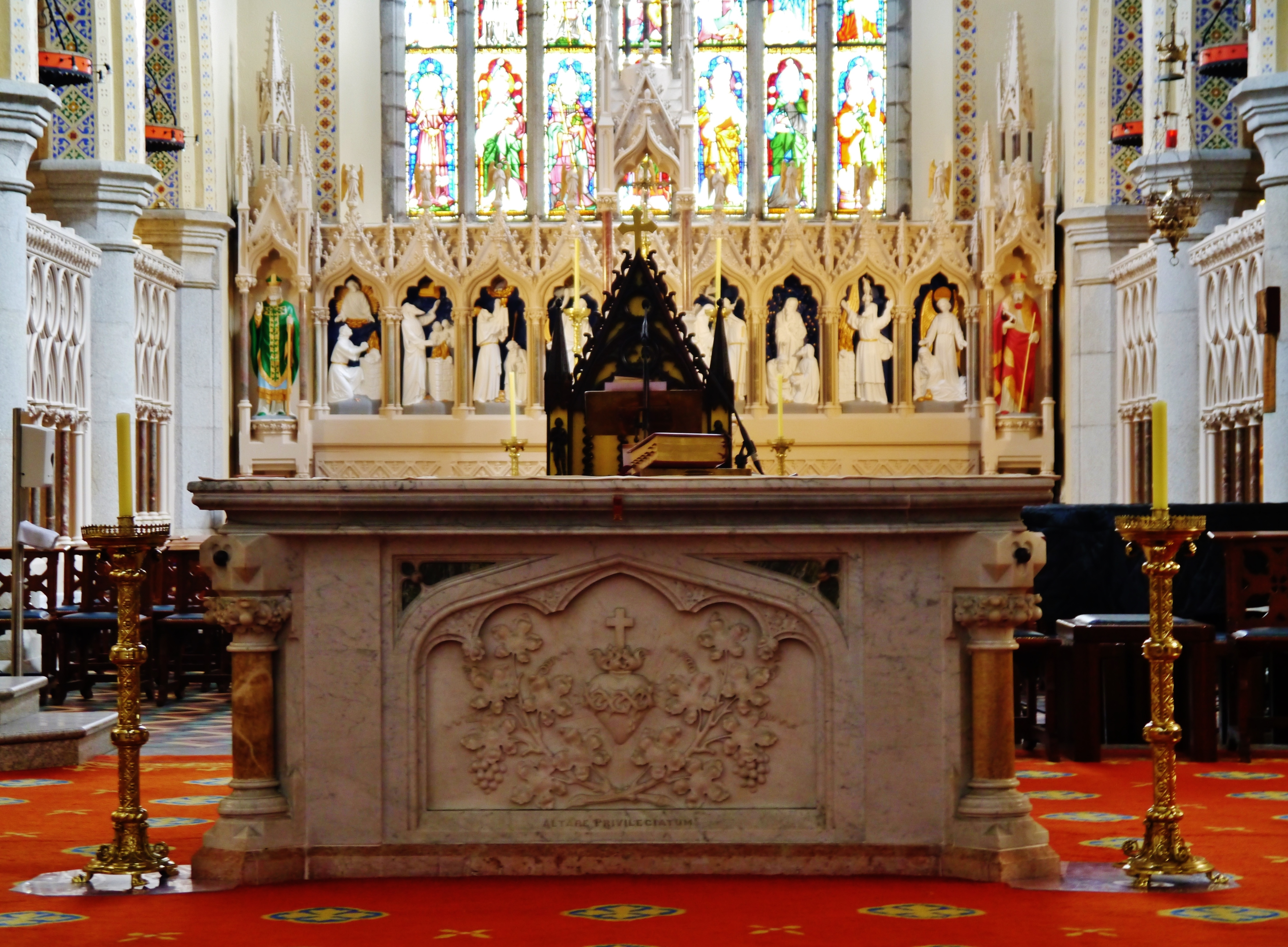
Le maître-autel.

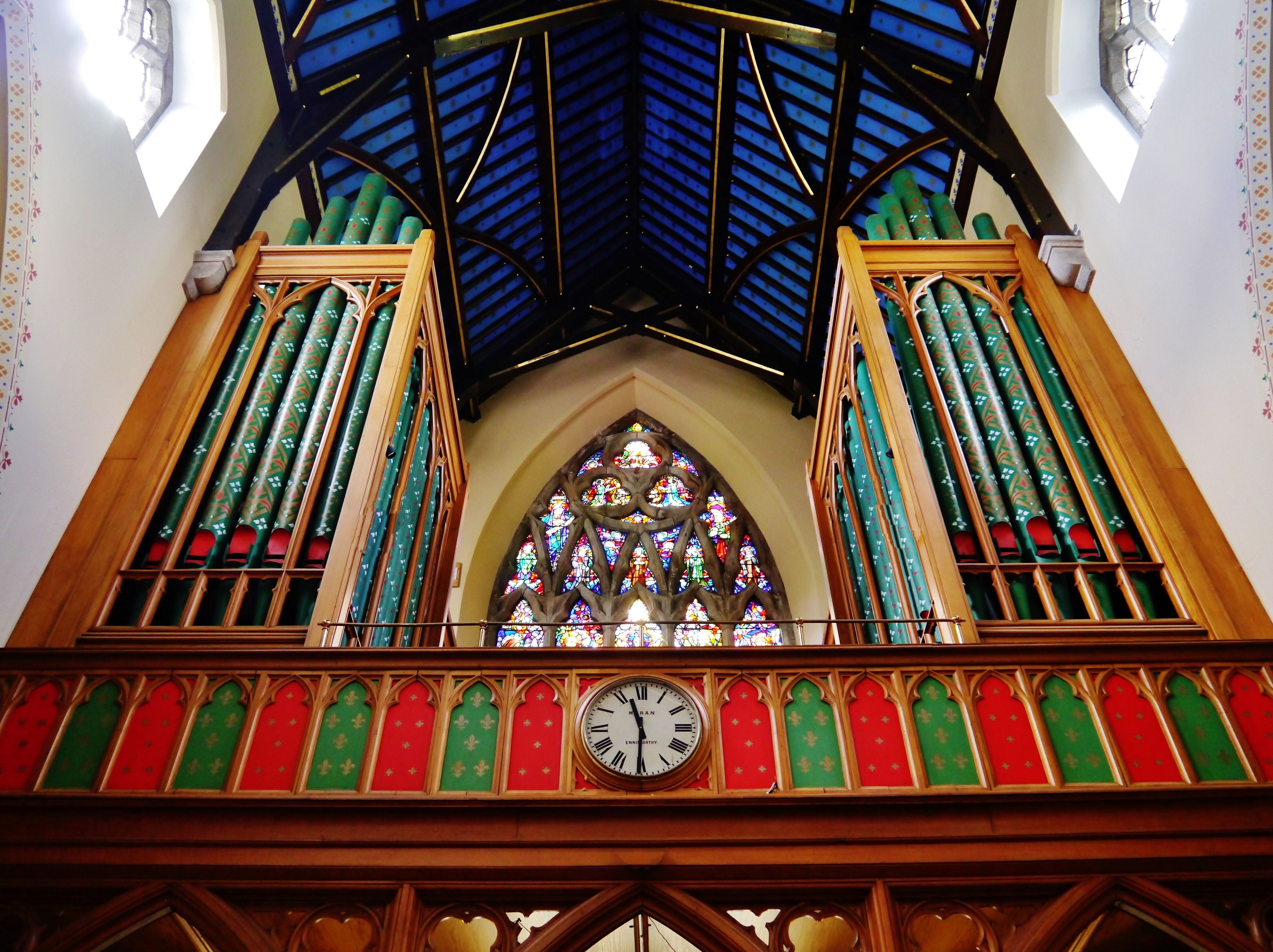
L'orgue.

Saint-Aidan s'est inspirée à peu près pour trois quarts de l'abbaye de Tintern, de la cathédrale Sainte-Marie de Killarney, et de celle de Salisbury.
Il s'agit d'une cathédrale néogothique de dix travées à un ou deux étages, construite sur un plan cruciforme, avec une nef de six travées à double hauteur et des nefs latérales de six travées à un étage en appentis au sud et au nord liturgiques, une tour à deux étages à une travée à la croisée sur un plan carré avec une flèche octogonale à broches, des transepts à double hauteur d'une seule travée (deux travées profondes) au sud et au nord liturgiques, avec une tourelle à cinq étages d'une seule travée au sud sur un plan octogonal, un chœur à double hauteur de trois travées à l'est liturgique, et une sacristie à un étage de quatre travées au nord-est.
La cathédrale Saint-Aidan est construite en pierre locale taillée, avec des accents de granit sculpté. Des pierres ont été récupérées dans les ruines d'un couvent franciscain voisin, en 1843-1847.
La tour centrale - qui a été reconstruite à la moitié de sa hauteur prévue en raison de l'affaissement des fondations - est surmontée d'une magnifique flèche à broche, de forme octogonale sur une base carrée.
Si l'extérieur de Saint-Aidan peut sembler quelque peu austère, l'intérieur de la cathédrale ne l'est pas. Augustus Pugin a écrit : « Dans un bâtiment approprié au culte chrétien, l'œil est porté vers le haut et se perd dans les voûtes vertigineuses et la complexité des nefs, les riches teintes des fenêtres et tout l'éventail de la beauté détaillée qui remplit l'esprit de vénération pour le lieu ».

## Source
- (en) Cet article est partiellement ou en totalité issu de l’article de Wikipédia en anglais intitulé « Enniscorthy » (voir la liste des auteurs).